# Louis Nucéra
Louis Nucéra (født 17. juli 1928 i Nice, død 8. august 2000 i Carosse) var en fransk manuskriptforfatter, der blandt andet skrev manuskript til filmen Min fars store dag.